# Letitia Wright
Letitia Michelle Wright (n. 31 octombrie 1993, Georgetown, Guyana) este o actriță guyaneză-britanică. Ea și-a început cariera cu roluri mici în serialele de televiziune precum Top Boy, Coming Up, Chasing Shadows, Humans, Doctor Who și Black Mirror. Pentru aceasta din urmă, ea a primit o nominalizare pentru premiul Emmy pentru emisiuni Primetime. A avut succes pentru rolul ei din filmul Urban Hymn din 2015, rol pentru care Academia Britanică de Arte de Film și Televiziune (BAFTA) a numit-o pe Wright în grupul din 2015 BAFTA Breakthrough.
În 2018, a obținut recunoașterea globală pentru interpretarea lui Shuri în filmul Marvel Cinematic Universe Black Panther, pentru care a câștigat premiile NAACP Imagine și un premiu SAG. Ea a jucat rolul lui Shuri în Avengers: Infinity War (2018), Avengers: Endgame (2019) și Black Panther: Wakanda Forever (2022). În 2019, a primit premiul BAFTA Rising Star. Ea a apărut și în 2020 în serialul Small Axe, care i-a adus o nominalizare la Premiul Satellite.

## Tinerețe
Letitia Michelle Wright s-a născut pe 31 octombrie 1993 în Georgetown, Guyana. Are un frate, Ivan Bombokka. Familia ei s-a mutat la Londra, Anglia, când ea avea șapte ani, și a urmat școala Northumberland Park Community School.

## Carieră

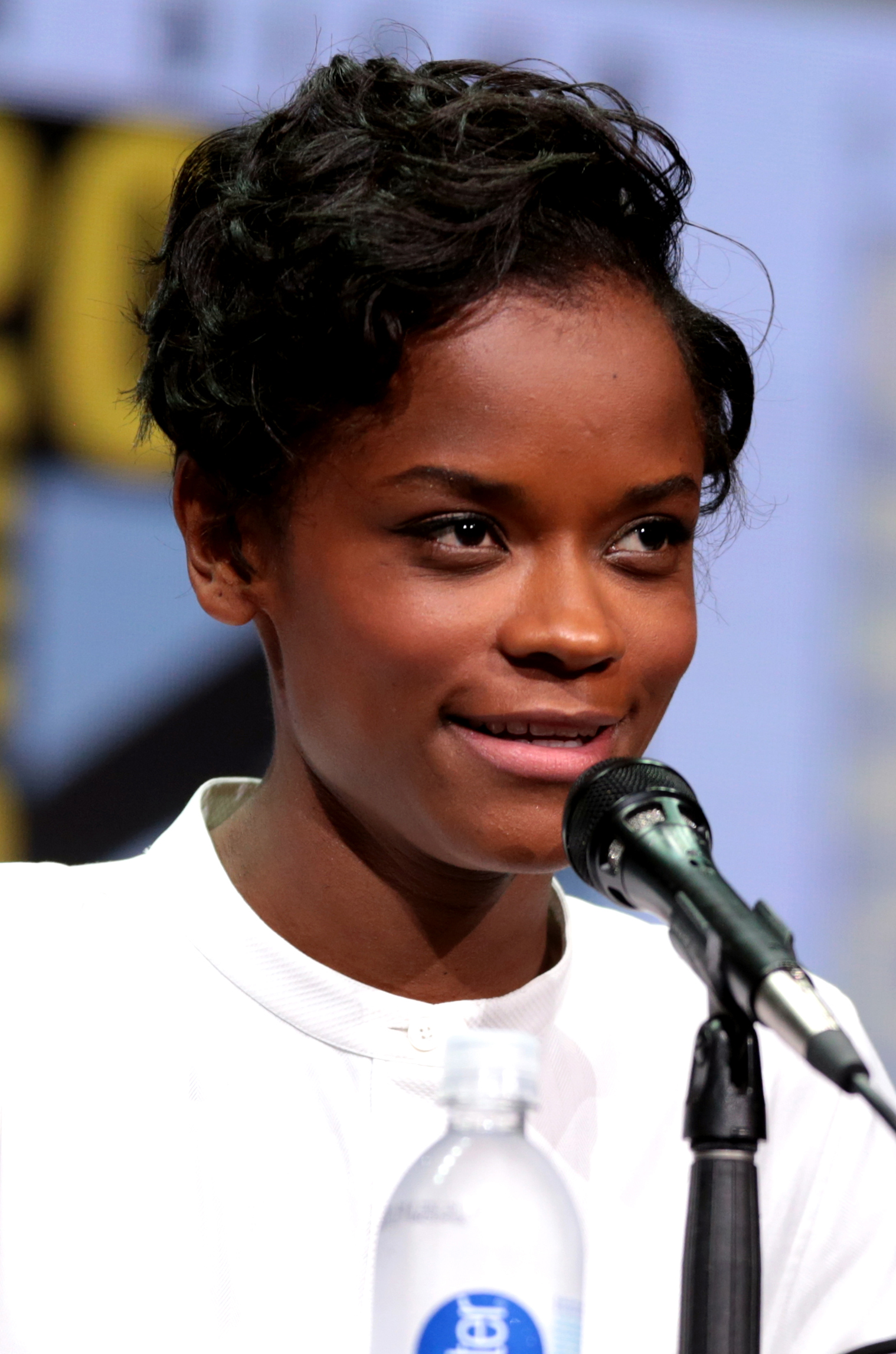
Wright la San Diego Comic Con din 2017

Wright a jucat în piese de teatru școlare și mărturisește că dorința de a fi actriță profesionistă i-a apărut în 2006, după ce a văzut filmul Akeelah and the Bee. Ea a fost inspirată de performanța lui Keke Palmer remarcând că a rezonat cu rolul ei: „Este unul dintre motivele pentru care sunt aici”. Ea s-a înscrsi la 16 ani la a Identity School of Acting din Londra.
În 2011, a apărut în două episoade din serialul de televiziune Holby City și Top Boy.  Ea a avut un rol mic în filmul din 2012 My Brother the Devil, pentru care a fost recunoscută de Screen International drept una dintre  Stelele de mâine/Stars of Tomorrow din 2012. Michael Caton-Jones a distribuit-o pe Wright în primul ei rol principal din Urban Hymn(2015), rol care a adus-o în atenția Hollywood-ului. În același an, a apărut în episodul Face the Raven din serialul Doctor Who, iar în anul următor, a început un rol recurent ca Renie în serialul Humans. În acest timp, ea a apărut și în piesa Eclipsed (scrisă de Danai Gurira) la London's Gate Theatre. În 2017, Wright a jucat în episodul „ Black Museum ” din serialul Black Mirror. Interpretarea ei ia adus o nominalizare la Premiul Primetime Emmy pentru cea mai bună actriță în rol secundar într-un serial sau film.
Wright a jucat în filmul Black Panther din 2018, jucând rolul lui Shuri, sora regelui T'Challa și prințesa de Wakanda. Parte a Universului Cinematic Marvel, în filmul au mai jucat Chadwick Boseman, Michael B. Jordan, Lupita Nyong'o și Danai Gurira. Wright a câștigat premiul NAACP Image pentru performanță remarcabilă într-un film. Ea a reluat rolul în Avengers: Infinity War, care a fost lansat două luni mai târziu. Tot în 2018, Wright a apărut ca Reb în adaptarea lui Steven Spielberg a romanului science-fiction din 2011 Ready Player One. Wright apare în videoclipul lui Drake pentru melodia „ Nice for What ”.
În 2018, Wright a fost prezentat și într-o piesă numită The Convert, care a fost pusă în scenă la Young Vic Theatre în Londra. 
În 2019, Wright a câștigat premiul BAFTA Rising Star.  În aprilie 2019, Wright a apărut alături de Donald Glover și Rihanna în Guava Island, un scurtmetraj muzical lansat de Amazon Studios, înainte de a-și relua rolul Shuri în Avengers: Endgame . 
În noiembrie 2018, a fost anunțat că Wright va juca alături de John Boyega într-o adaptare romană a filmului Hold Back The Stars. Wright apare în Death on the Nile din 2022. Ea a mai fost distribuită în mini-seria lui Steve McQueen, Small Axe, plasată în comunitatea din India de Vest din Londra între anii 1960 și 1980. Pentru acest rol Wright a fost pe lista nominalizărilor la Oscar pentru „Cea mai bună actriță în rol secundar”.
Wright le-a interpretat pe surorile gemene June Gibbons în filmul The Silent Twins, bazat pe cartea cu același nume din 1986 a lui Marjorie Wallace, iar filmul a fost lansat în septembrie 2022. Wright a revenit ca Shuri pentru Black Panther: Wakanda Forever, film în care Shuri devine noua Panteră Neagră după moartea lui T'Challa. Acesta a fost primul ei rol principal. Lansat în noiembrie 2022, filmul a fost realizat în onoarea lui Chadwick Boseman, care a murit de cancer de colon în 2020. În timpul filmării unei secvențe de urmărire în august 2021, ea și-a fracturat umărul și a suferit o comoție cerebrală în urma unui accident de motocicletă, ceea ce suspendat temporar producția  filmului, până ce Wright s-a recuperat.

## Viața personală
Wright a vorbit despre luptele ei cu depresia. Ea a declarat pentru Vanity Fair în 2018 că atunci când a experimentat pentru prima dată depresie la vârsta de 20 de ani, „era în întuneric trecând prin atât de multe lucruri rele”. Wright atribuie credinței ajutorul de a depăși depresia. Credința a descoperit-o după ce a participat la o întâlnire a actorilor din Londra de studiu biblic. Pentru a se concentra pe recuperarea și credința ei, ea a refuzat rolurile de film. Ea a explicat mai târziu că „trebuia să ia o pauză de la actorie” și „a plecat într-o călătorie pentru a-mi descoperi relația cu Dumnezeu și am devenit creștină”. 

## Filmografie

### Filme de cinema
| An   | Titlu                                    | Rol                    | Note                                   | Ref.   |
| ---- | ---------------------------------------- | ---------------------- | -------------------------------------- | ------ |
| 2011 | Victimă                                  | Nyla                   |                                        |        |
| 2012 | Fratele meu Diavolul                     | Aisha                  |                                        |        |
| 2015 | Imnul urban                              | Jamie Harrison         |                                        |        |
| 2018 | Navetitorul                              | Jules Skateboarder     |                                        | [ 33 ] |
| 2018 | Pantera neagră                           | Shuri                  |                                        |        |
| 2018 | Gata Jucătorul Unu                       | Reb                    |                                        |        |
| 2018 | Avengers: Infinity War                   | Shuri                  |                                        |        |
| 2019 | Insula Guava                             | Yara Dragoste          |                                        | [ 34 ] |
| 2019 | Avengers: Endgame                        | Shuri                  |                                        |        |
| 2021 | Cântă 2                                  | Nooshy (voce)          |                                        | [ 35 ] |
| 2022 | Moartea pe Nil                           | Rosalie Otterbourne    |                                        | [ 36 ] |
| 2022 | Gemenii Tăcuți                           | June Gibbons           | De asemenea, producător                | [ 37 ] |
| 2022 | Aisha                                    | Aisha Osagie           |                                        | [ 38 ] |
| 2022 | Pantera Neagră: Wakanda pentru totdeauna | Shuri / Pantera Neagră |                                        | [ 39 ] |
| 2023 | Inconjurat                               | Moses Washington       | Post-producție; de asemenea producator | [ 40 ] |

### Filme de televiziune
| An   | Titlu               | Rol            | Note                                             |
| ---- | ------------------- | -------------- | ------------------------------------------------ |
| 2011 | Orașul Holby        | Ellie Maynard  | Episoade: „Tunnel Vision” și „Crossing the Line” |
| 2011 | Top Boy             | Chantelle      | Distribuție recurentă (sezonul 1)                |
| 2011 | Aleatoriu           | Fata 3         | film TV                                          |
| 2013 | Vin sus             | Hannah         | Episodul: „Fata mare”                            |
| 2014 | Alergand după umbre | Taylor Davis   | Episodul: „Only Connect: Part 1 & 2”             |
| 2014 | Fetele din Glasgow  | Amal           | film TV                                          |
| 2015 | Banană              | Vivienne Scott | Distribuție recurentă                            |
| 2015 | Castravete          | Vivienne Scott | Distribuție recurentă                            |
| 2015 | Medic care          | Anahson        | Episodul: „ Față față corbului ”                 |
| 2016 | Oamenii             | Renie          | Distribuție recurentă (sezonul 2)                |
| 2017 | Oglinda neagra      | Nish           | Episodul: „ Muzeul Negru ”                       |
| 2020 | Toporul Mic         | Altheia Jones  | Episodul: " Mangrove "                           |
| 2021 | Eu sunt. .          | Danielle       | Episodul: „Eu sunt Danielle”                     |

 Premii și nominalizări
| An   | Adjudecare                               | Categorie | Muncă | Rezultat | Ref. |
| ---- | ---------------------------------------- | --- | --- | -------- | ---- |
| 2018 | Premiile Primetime Emmy                  | Cea mai bună actriță în rol secundar într-un serial limitat sau film                                                                                       | Oglinda neagra\| style="background: #FDD; color: black; vertical-align: middle; text-align: center; " class="no table-no2"\|Nominalizare | [ 42 ]   |      |
| 2018 | Premiile Saturn                          | Cea mai bună interpretare a unui actor mai tânăr | Pantera neagră\| style="background: #FDD; color: black; vertical-align: middle; text-align: center; " class="no table-no2"\|Nominalizare | [ 43 ]   |      |
| 2018 | Premii MTV Movie & TV                    | style="background: #FDD; color: black; vertical-align: middle; text-align: center; " class="no table-no2"\|Nominalizare                                    | Pantera neagră\| style="background: #FDD; color: black; vertical-align: middle; text-align: center; " class="no table-no2"\|Nominalizare | [ 44 ]   |      |
| 2018 | Premii MTV Movie & TV                    | Furător de scenă\| style="background: #FDD; color: black; vertical-align: middle; text-align: center; " class="no table-no2"\|Nominalizare                 | Pantera neagră\| style="background: #FDD; color: black; vertical-align: middle; text-align: center; " class="no table-no2"\|Nominalizare | [ 44 ]   |      |
| 2018 | Premiile Teen Choice                     | style="background: #99FF99; color: black; vertical-align: middle; text-align: center; " class="yes table-yes2"\|Câștigat                                   | Pantera neagră\| style="background: #FDD; color: black; vertical-align: middle; text-align: center; " class="no table-no2"\|Nominalizare | [ 45 ]   |      |
| 2018 | Premiile Teen Choice                     | Alegerea vedetă de film Breakout\| style="background: #FDD; color: black; vertical-align: middle; text-align: center; " class="no table-no2"\|Nominalizare | Pantera neagră\| style="background: #FDD; color: black; vertical-align: middle; text-align: center; " class="no table-no2"\|Nominalizare | [ 45 ]   |      |
| 2019 | Premiile de imagine NAACP                | style="background: #99FF99; color: black; vertical-align: middle; text-align: center; " class="yes table-yes2"\|Câștigat                                   | Pantera neagră\| style="background: #FDD; color: black; vertical-align: middle; text-align: center; " class="no table-no2"\|Nominalizare | [ 46 ]   |      |
| 2019 | Premiile de imagine NAACP                | style="background: #FDD; color: black; vertical-align: middle; text-align: center; " class="no table-no2"\|Nominalizare                                    | Pantera neagră\| style="background: #FDD; color: black; vertical-align: middle; text-align: center; " class="no table-no2"\|Nominalizare | [ 47 ]   |      |
| 2019 | Premiile Screen Actors Guild             | style="background: #99FF99; color: black; vertical-align: middle; text-align: center; " class="yes table-yes2"\|Câștigat                                   | Pantera neagră\| style="background: #FDD; color: black; vertical-align: middle; text-align: center; " class="no table-no2"\|Nominalizare | [ 48 ]   |      |
| 2019 | Premiile Academiei Britanice de Film     | Premiul Rising Star | style="background: #99FF99; color: black; vertical-align: middle; text-align: center; " class="yes table-yes2"\|Câștigat                 | [ 49 ]   |      |
| 2020 | Asociația Criticilor de Film din Chicago | Cea mai bună actriță în rol secundar | Toporul Mic\| style="background: #FDD; color: black; vertical-align: middle; text-align: center; " class="no table-no2"\|Nominalizare    | [ 50 ]   |      |
| 2020 | Premii prin satelit                      | style="background: #FDD; color: black; vertical-align: middle; text-align: center; " class="no table-no2"\|Nominalizare                                    | Toporul Mic\| style="background: #FDD; color: black; vertical-align: middle; text-align: center; " class="no table-no2"\|Nominalizare    | [ 51 ]   |      |
| 2022 | Premiile de imagine NAACP                | Performanță remarcabilă de voce în off a personajelor – Film                                                                                               | Cântă 2\| style="background: #99FF99; color: black; vertical-align: middle; text-align: center; " class="yes table-yes2"\|Câștigat       | [ 52 ]   |      |